# Luigi Cossa (Nationalökonom)
Luigi Cossa (* 27. Mai 1831 in Mailand; † 10. Mai 1896) war ein italienischer Nationalökonom.

## Leben
Luigi Cossa stammte aus einer adligen Familie (sein Vater Giuseppe war bekannt als polyglott und Paläograph). Er promovierte 1853 als Doktor der Rechte an der Universität Pavia und widmete sich daraufhin weiteren staatswissenschaftlichen Studien bei Lorenz Stein in Wien und Wilhelm Roscher in Leipzig. 1858 wurde er zum außerordentlichen, 1860 zum ordentlichen Professor der politischen Ökonomie an der Universität Pavia ernannt. Später erhielt er auch eine Professur am Polytechnikum Mailand. Als Volkswirt war Cossa mit Erfolg bemüht, die Resultate der modernen Literatur selbständig zu verwerten.

## Schriften (Auswahl)

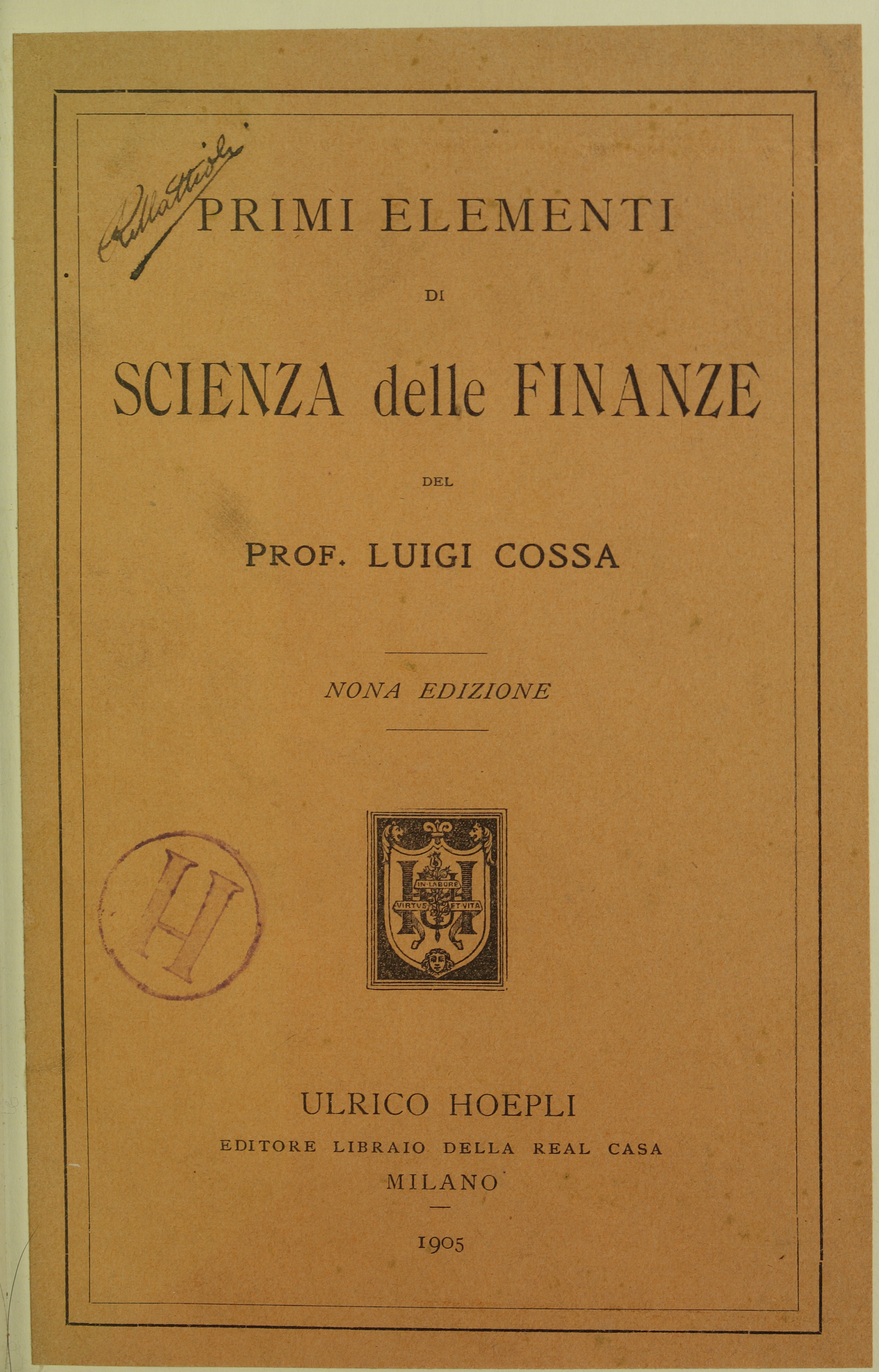
Primi elementi di scienza delle finanze, 1905

- Guida allo studio dell' economia politica. 2. Auflage, Mailand 1878; deutsch Freiburg 1880
- Primi elementi di economia politica. 6. Auflage, Mailand 1883; deutsch Freiburg 1879
- Elementi della scienza delle finanze. 3. Auflage, Mailand 1882; deutsch bearbeitet von Karl Theodor Eheberg, Erlangen 1882
- Saggi di economia politica. Mailand 1878